# Gaspoltshofen
Gaspoltshofen är en ort och kommun i Österrike. Den ligger i distriktet Grieskirchen i förbundslandet Oberösterreich, 200 kilometer väster om huvudstaden Wien.
Kommunen består av 54 orter (Ortschaften) (inom parentes invånarantal 1 januari 2024):

- Aferhagen (15)
- Altenhof am Hausruck (621)
- Aspoltsberg (21)
- Bachhäuseln (15)
- Baumgarting (12)
- Bernhartsdorf (39)
- Buchleiten (19)
- Bugram (18)
- Edt am Stömerberg (14)
- Eggerding (57)
- Fading (72)
- Felling (30)
- Föching (36)
- Gaspoltshofen (1 390)
- Gramberg (22)
- Grub (14)
- Gröming (95)
- Hairedt (22)
- Hinterleiten (8)
- Hofing (19)
- Holzing (43)
- Hub (29)
- Höft (21)
- Hörbach (117)
- Hörmeting (26)
- Kroißbach (10)
- Kronleiten (16)
- Leithen (33)
- Lenglach (33)
- Mairhof (25)
- Moos (13)
- Mösenedt (19)
- Mühlbach (9)
- Mühlberg (25)
- Niederbauern (13)
- Obeltsham (107)
- Oberaffnang (71)
- Oberbergham (34)
- Oberepfenhofen (26)
- Obergmain (22)
- Obergrünbach (36)
- Oberhöftberg (19)
- Ohrenschall (25)
- Salfing (25)
- Seiring (14)
- Sölliberg (8)
- Unteraffnang (43)
- Unterbergham (25)
- Unterepfenhofen (23)
- Untergmain (25)
- Untergrünbach (38)
- Unterhöftberg (13)
- Watzing (35)
- Weinberg (55)